# Paul Pietsch
Paul Pietsch,  nemški dirkač Evropskega avtomobilističnega prvenstva in Formule 1, * 20. junij 1911, Freiburg, Nemčija, † 31. maj 2012, Titisee-Neustadt, Baden-Württemberg, Nemčija.
V Evropskem avtomobilističnem prvenstvu je dosegel dve uvrstitvi na stopničke, tretji mesti na Veliki nagradi Italije v sezoni 1935 in na domači Veliki nagradi Nemčije v sezoni 1939, kjer je vodil do okvare na vžigu, ki ga je prisilila v dodaten postanek v boksih. V Formuli 1 je nastopil na Veliki nagradi Italije v sezoni 1950, Veliki nagradi Nemčije v sezoni 1951 in Veliki nagradi Nemčije v sezoni 1952, toda na vseh treh dirkah je odstopil. Od junija 2007 do smrti maja 2012 je bil najstarejši še živeči dirkač Formule 1.

## Popolni dirkaški rezultati

### Evropsko avtomobilistično prvenstvo
(legenda)
| Leto | Moštvo             | Tovarna    | 1   | 2       | 3       | 4       | 5   | Prv | Toč |
| ---- | ------------------ | ---------- | --- | ------- | ------- | ------- | --- | --- | --- |
| 1932 | Pilesi Racing Team | Bugatti    | ITA | FRA     | NEM Ret |         |     | 22= | 23  |
| 1935 | Auto Union         | Auto Union | BEL | NEM 9   | ŠVI     | ITA 3   | ŠPA | 11= | 31  |
| 1937 | Privatnik          | Maserati   | BEL | NEM Ret | MON     | ŠVI 10  | ITA | 17= | 35  |
| 1938 | Privatnik          | Maserati   | FRA | NEM 6   | ŠVI     | ITA     |     | 14= | 28  |
| 1939 | Maserati           | Maserati   | BEL | FRA     | NEM 3   |         |     | 14  | 26  |
| 1939 | Privatnik          | Maserati   | BEL | FRA     |         | ŠVI Ret |     | 14  | 26  |

### Formula 1
(legenda) (odebeljene dirke pomenijo najboljši štartni položaj, poševne pa najhitrejši krog, †-uvrščen kljub odstopu)
| Leto | Moštvo              | Šasija           | Motor                 | 1   | 2   | 3   | 4   | 5   | 6       | 7       | 8   | Prv | Toč |
| ---- | ------------------- | ---------------- | --------------------- | --- | --- | --- | --- | --- | ------- | ------- | --- | --- | --- |
| 1950 | Paul Pietsch        | Maserati 4CLT/48 | Maserati Straight-4   | VB  | MON | 500 | ŠVI | BEL | FRA     | ITA Ret |     | -   | 0   |
| 1951 | Alfa Romeo SpA      | Alfa Romeo 159   | Alfa Romeo Straight-8 | ŠVI | 500 | BEL | FRA | VB  | NEM Ret | ITA     | ŠPA | -   | 0   |
| 1952 | Motor-Presse-Verlag | Veritas Meteor   | Veritas Straight-6    | ŠVI | 500 | BEL | FRA | VB  | NEM Ret | NIZ     | ITA | -   | 0   |